# Akeni Jabber Client
Akeni Jabber Client est un client de messagerie instantanée pour le réseau Jabber. Logiciel propriétaire et freeware pour une utilisation jusqu'à 3 utilisateurs, Akeni Jabber Client est disponible sur les systèmes d'exploitation Windows et GNU/Linux.
Ce client gère les fonctionnalités classiques de Jabber/XMPP, tels que les services, les transports, les conférences, les connexions chiffrées avec le serveur en SSL, les ressources, les priorités, les statuts, et son interface est personnalisable.